# Deesis

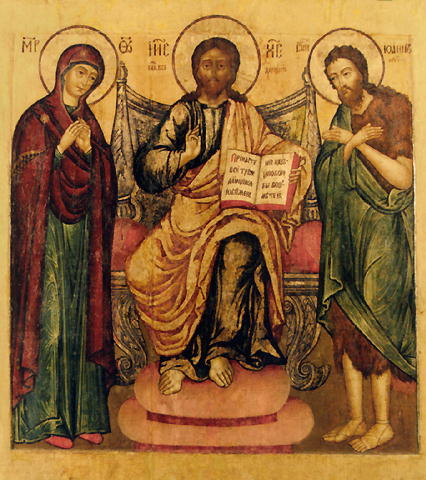
Deesis, ikonostas w cerkwi św. Proroka Eliasza w Jarosławiu, początek XVIII wieku

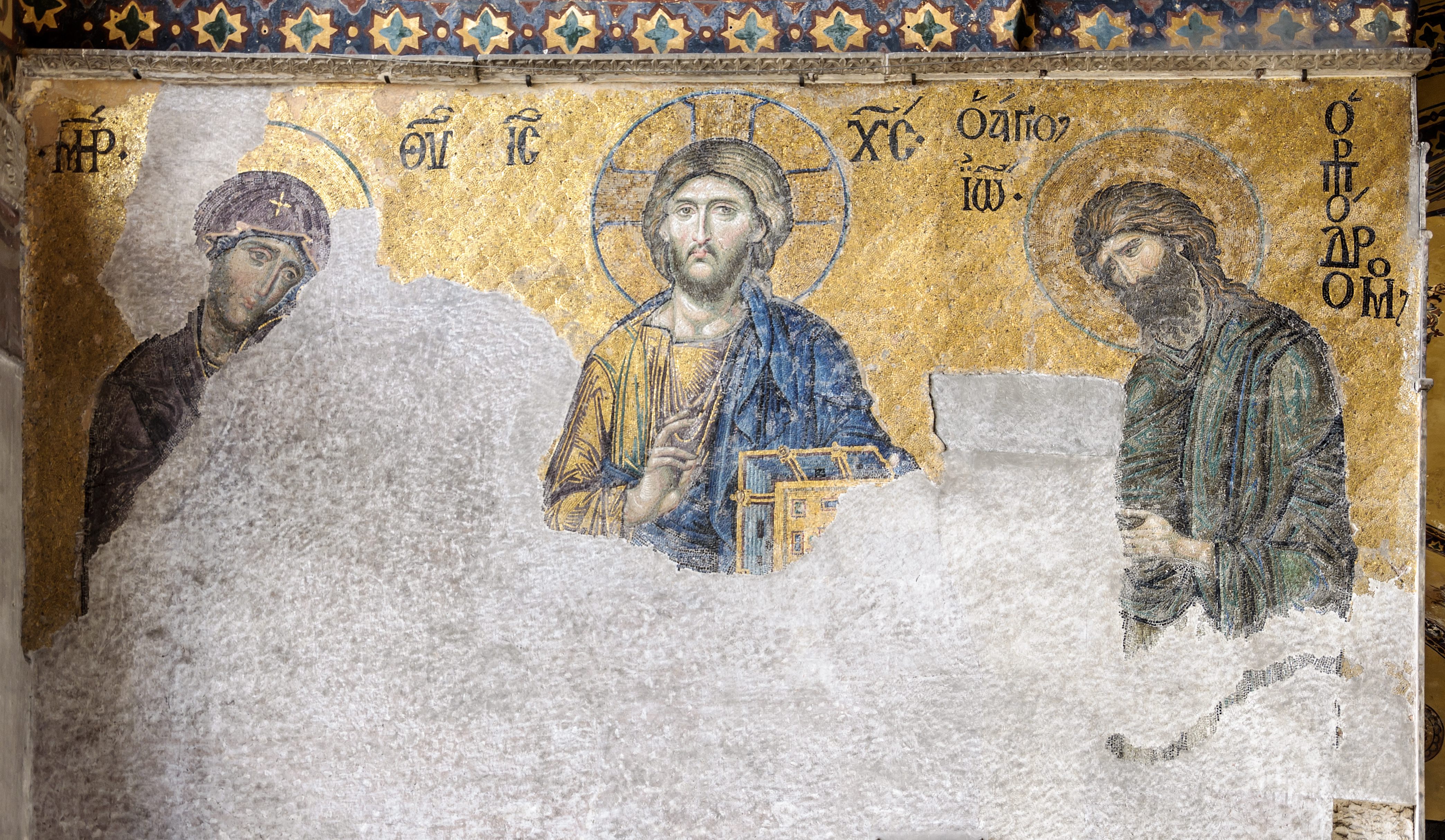
Deesis, Hagia Sofia, mozaika z XIII wieku

Deesis (gr. δέησις – „modlitwa”, „prośba”, „usilna prośba”) lub deisus – motyw, temat kompozycyjny związany z ikonografią chrześcijańską. Termin deesis oznacza modlitwę (czynność zwracania się z modlitwą; po grecku déēsis znaczy „prośba”, „błaganie”, „modlitwa”). Kompozycja znana jest też pod nazwą „trimorfion”. W ujęciach ikonograficznych triada osób: Chrystus (jako zbawiciel i sędzia), Bogurodzica i Jan Chrzciciel, czyli trimorfion, tworzy kompozycję zwaną deesis. Kompozycja ta ukazuje Chrystusa Pantokratora w towarzystwie modlitewnie upozowanych Matki Boskiej i św. Jana Chrzciciela. Przedstawienie owej triady określane jest także jako Trina Sanctitas. Termin deesis dotyczy wyłącznie obrazowania triady osób – Chrystus–Maryja–Jan Chrzciciel – w kontekście wstawienniczym. Na przestrzeni wieków powstawały podobne kompozycje, w których postacie Bogurodzicy i Jana Chrzciciela były zastąpione przez inne osoby, np. Piotra i Pawła czy archaniołów, oraz niosły ze sobą inną treść ideową. Nie mogą one być jednak utożsamiane z deesis.

## Terminologia
Grecki termin δέησις oznacza „modlitwę, prośbę, usilną prośbę” i w takim znaczeniu używany jest w Biblii. W średniowieczu znaczenie nie uległo zasadniczej zmianie. Rzeczownik deesis lub czasownik deomai były używane dla określenia petycji przedkładanych do cesarza lub wysokiego urzędnika (magister memoriae), który był wyznaczony do przedkładania próśb do władcy. Równocześnie słowo deesis było stosowane w chrześcijaństwie stosowane na określenie prośby kierowanej do Boga za pośrednictwem świętych, zaś dla próśb kierowanych wprost do Boga używano terminów presbeia lub paráklesis.
Najstarszym znanym tekstem, w którym użyty został termin deesis jest „Żywot Symeona Nowego Teologa” Niketasa Stethatosa z ok. 1060. Opisując celę mnicha Symeona autor wymienił deesis eikón megále, lecz nie ma możliwości zweryfikowania czy chodziło o obrazowanie Chrystusa, Bogurodzicy i Jana Chrzciciela. Staroruskie źródła wskazywały, że na przełomie XII i XIII w. termin deesis wiązł się na Rusi z obrazowaniami Chrystusa, Jana Chrzciciela, Bogurodzicy i innych świętych – także jako cały rząd w przegrodzie ołtarzowej. Do historii sztuki został wprowadzony dopiero pod koniec XIX w. przez profesora Noworosyjskiego Uniwersytetu, historyka literatury Aleksandra Kirpicznikowa.
Z kolei na terenie Cesarstwa Bizantyńskiego historia ikonograficznego używania słowa deesis była mniej jednoznaczna. Przez kolejne wieki termin ten nie był używany na terenie Bizancjum na określenie tej triady osób. Także długo po jego upadku. W sporządzonym w 1143 spisie inwentarza monasteru św. Pantelejmona na górze Athos, termin deeseis używany był wielokrotnie, ale na określenia innych obrazowań – np. samej Bogurodzicy. Równocześnie analiza inskrypcji odkrytych na ikonach z okresu XI-XV w. obrazujących triadę: Chrystus–Jan Chrzciciel–Bogurodzica wykazała, że w odniesieniu do modlitwy używano określeń litai oraz ikesia (ozn. błaganie), a termin deesis używano dla wzmiankowania modlitwy fundatorów ikony wznoszących prośby do Chrystusa za pośrednictwem Bogurodzicy i Jana Chrzciciela. W sporadycznych przypadkach inskrypcja DEESIS była umieszczana dla trimorfionu bez odniesienia do donatora.
Najstarszą zachowaną inskrypcją zawierającą określenie zobrazowanej triady (Chrystus, oraz św. Jan i Bogurodzica w pozach błagalnych), w znaczeniu współcześnie rozumianego terminu deesis, był napis Tríton (Triada) umieszczony na X-wiecznym tryptyku z kości słoniowej z Palazzo di Venezia w Rzymie. W XIX w. taką kompozycję określano także w języku nowogreckim trimórfion (od gr. trimorfos – trójpostaciowy, trójforemny, trójkształtny) lub trisósopos parástasis, lecz brak informacji od kiedy ten termin był używany w takim konkretnym znaczeniu. Wspomniane terminy nie odnosiły się jednak do treści teologicznej obrazowania, lecz tylko do warstwy formalnej dzieła. Terminy deesis i trimorfion nie pokrywają się więc ze sobą w pełni, jednak w historii sztuki stosowane są wymiennie.
W deesis zawarta jest idea najwyższego wstawiennictwa Bogurodzicy i Jana Chrzciciela. Zdaniem rosyjskiego teologa prawosławnego Siergieja Bułgakowa w przedstawionych w deesis postawach modlitewnych tych dwóch postaci wyraża się chrześcijańska prawda wiary o Wcieleniu. Bułgakow nazywał łączne obrazowanie Chrystusa, Jana Chrzciciela i Bogurodzicy „ikoną Wcielenia“.
Inskrypcja wytłoczona na oprawie Ewangeliarza Bernwarda z Hildesheim z przełomu X/XI w. wskazuje, że wszystkie trzy postacie triady obrazowanej w deesis były traktowane równorzędnie, jako jednolita triada, bez zastrzegania wstawienniczych funkcji Jana Chrzciciela i Bogurodzicy, jako triada najważniejszych postaci w chrześcijańskiej historii zbawienia. Zgodnie z tą ideą, triada ta jest także określana jako Trina Sanctitas.

## IdeaTrina Sanctitas
Z wyjątkiem Łukasza, Ewangelie nie wspominają o spotkaniu w jednym miejscu i czasie osób ujętych w Trina Sanctitas. Ów wyjątek Łukasza w Ewangelii Łukasza dotyczy odwiedzin brzemiennej Marii z Nazaretu u Elżbiety, matki Jana Chrzciciela, która również była już wówczas w ciąży, a tym samym Jezus i Jan byli tam obecni w okresie życia płodowego. Ewangelie nie zawierały więc inspiracji czy bezpośredniego wzorca dla idei Trina Sanctitas.

### Pozycja Jana Chrzciciela wTrina Sanctitas
O ile pozycja matki Jezusa w triadzie nie budziła wątpliwości, to sytuowanie w niej Jana Chrzciciela wymaga głębszych wyjaśnień. Bibliści zwracają uwagę, że historia Jana opisana w Ewangeliach zawiera szereg analogii do życia Jezusa, poczynając od sceny zwiastowania, przez narodziny, chrzest do męczeńskiej śmierci. W pismach Ojców Kościoła Jan był osobą, która całym swoim życiem zapowiadała Jezusa, ale także którą łączyła z Chrystusem duchowo-mistyczna więź:

„Chrystus stworzył Marię i stworzony jest przez Marię, dał również chrzest Janowi i Jan go nim ochrzcił”.

„Kościół nie uczcił narodzin cielesnych żadnego z proroków, żadnego z apostołów, tylko dwóch czci: Narodziny św. Jana oraz Chrystusa (...) Jan był wielkim człowiekiem, lecz tylko człowiekiem. Tak wielkim zaś był człowiekiem, że cokolwiek byłoby ponad człowieczeństwem Jana – byłoby Bogiem”.

Proroctwa o Janie i jego misji jako herolda Jezusa zawarte były w Księdze Izajasza („głos wołającego na pustyni“), Księdze Malachiasza („wysłaniec przez Panem”, „prorok Eliasz“). O wyjątkowości pozycji Jana w świadomości Kościoła pierwszych wieków, a w konsekwencji o lokowaniu go w Trina Sanctitas, przesądziły jednak słowa Jezusa: „Zaprawdę powiadam wam: między narodzonymi z niewiast nie powstał większy od Jana Chrzciciela” (Mt 11, 11).
Ewangeliści wielokrotnie używali takich samych wyrażeń i zwrotów w odniesieniu do Jana, jakich używali w stosunku do Jezusa. Narodziny obu zwiastuje Anioł Gabriel, który poleca rodzicom nadanie dziecku imienia wybranego przez Boga, a zarówno Jan, jak i Jezus, rozpoczynają publiczne nauczanie od wezwania: Nawróćcie się, bo bliskie jest „królestwo niebieskie” (Mt 3,2; 4,17). Misja Jana Chrzciciela w chrześcijańskiej historii zbawienia była uwypuklana w wielu apokryfach, zarówno tych o zabarwieniu gnostyckim, manichejskim czy bogomilskim. W Pytaniach Jana Teologa Jan utożsamiany jest z aniołem i z Eliaszem równocześnie. W tzw. ewangeliach dzieciństwa Jezusa pojawiało się wiele analogii między losami tych dwóch postaci. W Protoewangelii Jakuba oraz w Ormiańskiej Księdze Dzieciństwa Chrystusa autorzy zawarli opis ucieczki Elżbiety z małym Janem przez prześladowaniami Heroda, a więc w sposób paralelny do ucieczki Świętej Rodziny do Egiptu. Według opisu Żywota św. Jana Chrzciciela Serapiona z Thmuis z końca IV w. po tułaczce Elżbieta z synem dociera nawet do Egiptu. Eschatologiczny apokryf O drugim przyjściu Chrystusa przypisywany Palladiosowi Mnichowi przedstawia kolejność wchodzenia sprawiedliwych do raju podczas Sądu ostatecznego: Bogurodzica, Jan Chrzciciel, patriarchowie, apostołowie, święci z Nowego Testamentu i dopiero zbawieni wyznawcy.
Idea Trina Sanctitas była bardzo popularna w chrześcijaństwie wschodnim w okresie VI i VII w. Pośrednio potwierdza to fakt, że Jezus, Maria i Jan Chrzciciel są jedynymi nowotestamentowymi postaciami pojawiającymi się także w Koranie. Mahomet znał historię chrześcijańską przede wszystkim z przekazów ustnych, prawdopodobnie dzięki kontaktów Arabii z Syrią, która wówczas była istotnym ośrodkiem chrześcijaństwa. Sura 19 Koranu zawiera opis narodzin Jana Chrzciciela, będący parafrazą opisu z Ewangelii Łukasza. Od VI-VII w. idea triady Trina Sanctitas została ugruntowana poprzez umieszczenie w kalendarzu liturgicznym Kościoła. Powszechne było już bowiem obchodzenie narodzin Chrystusa, Bogurodzicy i Jana Chrzciciela.
O wyjątkowości Jana, uzasadniającej jego obecność w Trina Sanctitas pisali: Augustyn z Hippony, Jan Chryzostom, Piotr Chryzolog, Maksym z Turynu, czy Teodor Studyta. Starochrześcijańska tradycja złączyła te trzy postaci z Trina Sanctitas także w święcie Objawienia Pańskiego, w którym wspomnienie chrztu Jezusa przez Jana łączone jest ze wspomnieniem jego narodzin, które w takim połączeniu było obchodzone już w IV w.

### Trina Sanctitasw liturgii
Na V–VI w. przypadał w Bizancjum rozkwit twórczości liturgicznej wstawiennictwa świętych za grzesznikami i odwołującej się do porządku niebiańskiej hierarchii, a tym samym wyrażającej ideę deesis, czyli wstawiennictwa Bogurodzicy i Jana Chrzciciela przed Chrystusem. Do najstarszych znanych tekstów liturgicznych, które wykazują ideową zbieżność z deesis była modlitwa sedro, która była odczytywana na początku liturgii jakobickiej: „Maryja, która Cię zrodziła i Jan, który Cię ochrzcił, niech modlą się za nas – zmiłuj się nad nami!“. Podobne ślady można odnaleźć w troparionach odmawianych podczas nieszporów w liturgii rytu greckoprawosławnego po Kantyku Zachariasza. Jeden z nich jest poświęcony Bogurodzicy, drugi Janowi. Modlitwy te występują także, w bardzo podobnym układzie, w liturgii koptyjskiej. Biorąc po uwagę, że definitywny rozdział między Kościołami chalcedońskimi a monofizyckimi nastąpił w V w., wspólna idea musiała istnieć wcześniej.
Podczas obrzędu przygotowania darów w liturgii św. Jana Chryzostoma (o korzeniach w VIII-IX w.), jednej z wersji tekstowej Boskiej Liturgii (Eucharystii) w obrządku bizantyjskim kapłan wyjmuje jedną cząstkę prosfory (która symbolizuje Baranka paschalnego), z drugiej prosfory cząstkę, która symbolizuje Bogurodzicę, a z trzeciej prosfory wydzielana jest cząstka, która jest dedykowana Janowi Chrzcicielowi. Idea Trina Sanctitas ma w liturgii prawosławnej konkretne odniesienia.

### Trina Sanctitasw poezji średniowiecznej
Postać Jana Chrzciciela jest w hymnografii średniowiecznej wiązana z wiarą w pośrednictwo świętych. W gronie tym to Jan, obok Bogurodzicy, stał na czele hierarchii. Utwory dokumentujące funkcjonowanie idei Trina Sanctitas są znane już od X w. Wśród znanych utworów należy Bogurodzica, której najstarsze, datowane na XIII w. dwie pierwsze zwrotki wskazują na łączność postaci Chrystusa, Bogurodzicy i Jana Chrzciciela, podkreślają łączność wydarzenia wcielenia i objawienia, oraz stanowią wezwanie do Matki Bożej (matki Gospodzina, czyli Kyriosa) i Jana Chrzciciela (Krzciciela, czyli chrzciciela; bożyca, czyli syna Boga) o wstawiennictwo u Boga o ziszczenie owoców tych wydarzeń.

U twego syna Gospodzina matko zwolena, Maryja!
Zyszczy nam, spuści nam
(...)
Twego dziela Krzciciela, bożycze,
Usłysz głosy, napełni myśli człowiecze.
Słysz modlitwe, jąż nosimy,
Oddać raczy, jegoż prosimy.

Jak zaznaczał prof. Wiesław Wydra, w tym przykładzie należy uwzględnić fakt, iż pieśń ta od początku była wykorzystywana w liturgii Bożego Narodzenia, i pod wpływem coraz głębszej konotacji Bogurodzicy z ze świętem Narodzenia, w drugiej połowie XV w. dokonano korekty incipitu drugiej części pieśni. Słowa wskazujące na trop wielkanocny („Dla nas wstał z martwych król nasz, Syn Boży“), zostały zmienione w taki sposób, że nawiązywały do święta Narodzenia („Dla nas narodził się Syn Boży“).
Temat łączności narodzin i chrztu Chrystusa występował także w pieśni bożonarodzeniowej „Augustus kiedy królował...“ Władysława z Gielniowa. Motyw związania zwiastowania, narodzin Chrystusa i chrztu zawarty jest także w czeskiej pieśni z końca XIV w. Od ciesafe nebeskćgo.

## Ikonografiadeesis
Temat ikonograficzny deesis ukształtował się w Cesarstwie Bizantyńskim w VI-VII w. Zdaniem części badaczy wyjściowym obrazowaniem tematu była miniatura z połowy VI w., która przedstawiała pięć stojących postaci: Bogurodzicę, Chrystusa, Jana Chrzciciela, Zachariasza i Elżbietę. Nad tymi postaciami widniały medaliony z popiersiami prorokini Anny i starca Symeona. Postacią centralną był Jan Chrzciciel. Na obrazowaniu, które znane jest z kopii datowanej na połowę IX w., umieszczone zostały inskrypcje: „Aż do Jana sięgało Prawo i Prorocy” oraz „A i Ty dziecię, prorokiem Najwyższego zwać się będziesz” (które podkreślały pozycję Jana jako punktu zwrotnego między Starym, a Nowym Testamentem) i Oto Baranek Boży, który gładzi grzechy świata (która wskazuje, że Jan rozpoznawał w Chrystusie Boga i przenikał tajemnice proroctw). Miniatura jest znana jedynie z odwzorowania, jakie wykonał w połowie IX w. w ramach Topografii chrześcijańskiej bizantyńskiego mnicha, geografa i podróżnika, Kosmasa Indikopleustesa.

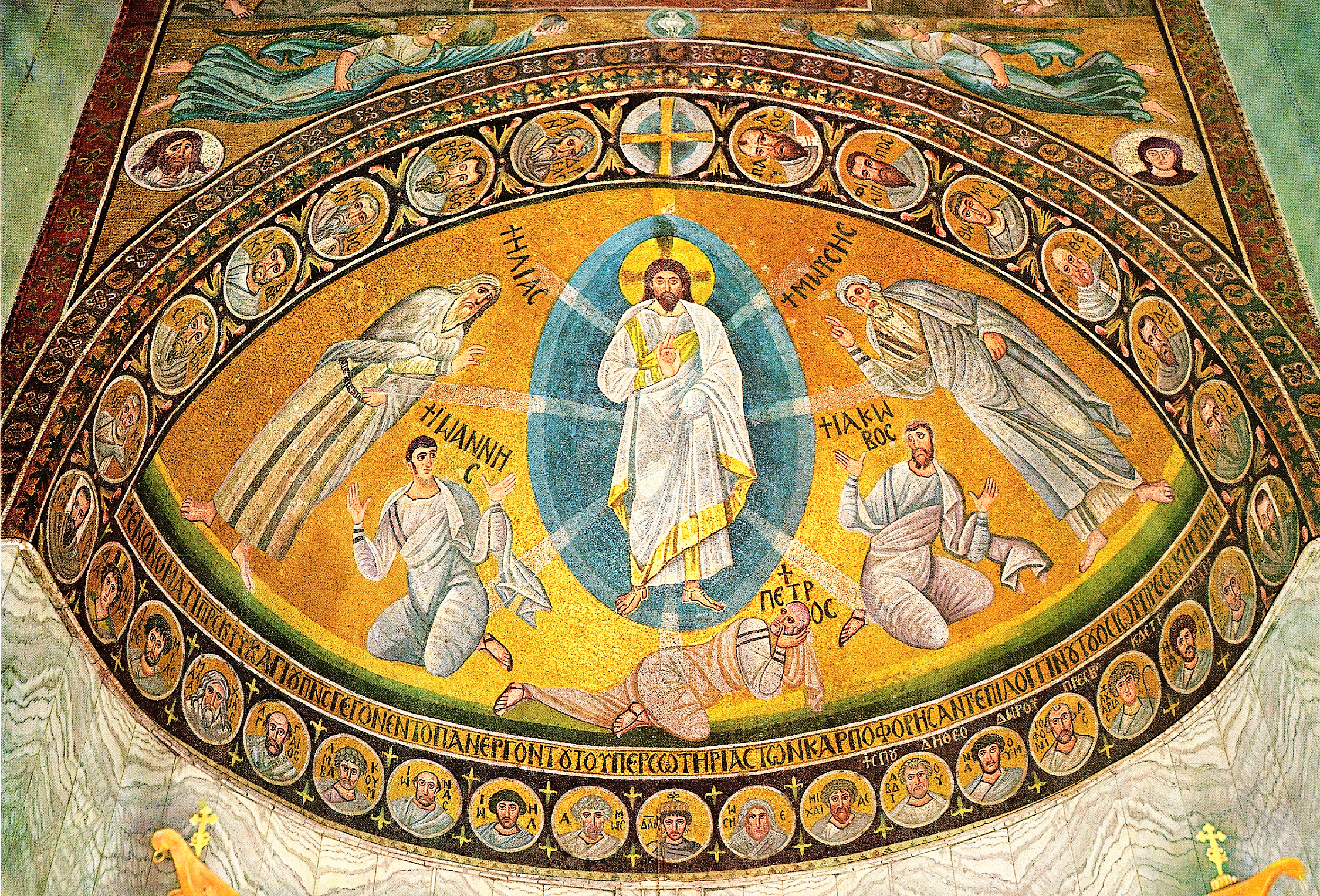
Mozaika nad łukiem tęczowym z klasztoru Świętej Katarzyny na Synaju (VI w.). W scenie Przemienienia Chrystusowi towarzyszy Mojżesz oraz Eliasz, a także apostołowie Piotr, Jakub i Jan. Po bokach, na ścianie tęczowej ulokowane są dwa medaliony: Bogurodzicy i Jana Chrzciciela

W 563 poeta Paweł Silencjariusz wygłosił z okazji renowacji konstantynopolitańskiej katedry św. Sofii poemat Opis kościoła Bożej Mądrości. W opisie przegrody ołtarzowej autor wyliczył wizerunki umieszczone w medalionach: Chrystusa, Bogurodzicy i Jana Chrzciciela. Wprawdzie opis nie odnosi się do idei wstawiennictwa świętych, to część badaczy uznaje, że był to najstarszy opis rozbudowanego rzędu deesis na przegrodzie ołtarzowej. Z czasów panowania cesarza Justyniana pochodzi także, uznawana za najstarsze znane obrazowanie deesis, mozaika nad łukiem tęczowym w bazylice klasztoru Świętej Katarzyny u podnóża góry Synaj. Mozaika ta jest datowana na VI w., a więc na okres powstawania pierwszych ikon. Ukształtowane formy deesis można odnaleźć w polichromiach wykonanych w świątyniach po okresie ikonoklazmu, a także w miniaturach, czy szatach liturgicznych. Poszczególne kompozycje deesis mogą się różnić. Mogą być to kompozycje całopostaciowe, półpostaciowe, popiersia lub ukazujące same głowy. W wysokich ikonostasach deesis zajmuje centralne miejsce, a po ich bokach lokowane są inne wizerunki i w ten sposób powstaje tzw. wielkie deesis (sc. deisusnyj czin). Zamiana postaci Jana Chrzciciela na innego świętego nie występowało na terenie Cesarstwa Bizantyńskiego w ogóle. Na terenie prawosławnej słowiańszczyzny sporadycznie, natomiast na Zachodzie stosunkowo często. W Anglii była to postać św. Piotra, w Europie zachodniej i północnej Jan Ewangelista, a na Rusi św. Mikołaj.
Do najstarszych opisów obrazowania deesis należy także fragment Pochwały świętych Cyryla i Jana (ok. 610-623), autorstwa Sofroniusza Jerozolimskiego. W opisanej wizji sennej jednego z bohaterów autor przedstawił wygląd kościoła, w którego wnętrzu widniał: „...wielki i godny podziwu obraz, w środku ukazujący namalowanego farbami naszego Pana Chrystusa, po lewej stronie Matkę Jego, Panią naszą, Bogarodzicę i zawsze Dziewicę Maryję, dalej, po prawej stronie, Jana, który był chrzcicielem i zwiastunem tegoż Zbawiciela...“. Kolejnym przykładem obrazowania deesis przed wybuchem kontrowersji ikonoklastycznej, jest datowany na lata 649–655 fresk z kościoła Santa Maria Antiqua w Rzymie. Wspomniane przykłady nie pozwalają na definitywne stwierdzenie, czy temat deesis ukształtował się w pełni jeszcze przed okresem kontrowersji ikonoklastycznej, czy też przetrwał ten okres w praformie, by osiągnąć fazę rozwiniętą dopiero w połowie IX w.
Datowany na VIII-IX w. emaliowany tryptyk z Martwili jest najstarszym znanym obrazowaniem deesis w klasycznej postaci, zgodnej ze współczesnym definiowaniem tematu.

### Główne wariantydeesis
Przez kilka wieków licząc od powstania emalii z Martwili powstały liczne warianty tematu deesis. Do głównych układów kompozycyjnych należały:
1. Deesis-trimorfion – główny i podstawowy wariant tematu, w którym postacie orędowników z reguły były ujęte w układzie profilowym, co pozwalało na wyeksponowanie ich funkcji wstawienniczej. Postacie Bogurodzicy i Jana były zazwyczaj zwrócone ku postaci Chrystusa i trzymały dłonie w układzie modlitewnym. Rzadko figury były prezentowane były frontalnie. W takiej sytuacji akcent przesuwał się na aspekt hierarchiczno-reprezentacyjny obrazowania. Niezależnie od tego podziału postacie mogły być w różnych wersjach formalnych: pełnopostaciowe, półpostaciowe, popiersiowe, oraz obrazowania samych głów. Pod względem kolejności postaci lokowanych po bokach, to od X w. miejsce po lewej stronie było przeznaczone dla Bogurodzicy, a po prawej dla Jana Chrzciciela. Kolejność taka odzwierciedlała cesarsko-rzymską tradycję wartościowania osób stojących po obu stronach władcy. Późniejsze realizacje ukazywały Jana po lewej stronie, a Marię po prawej, co z kolei odpowiadało tradycji wartościowania typowej dla kultury grecko-żydowskiej[48];Fresk z deesis i fundatorem Santa Maria Antiqua (ok. 650)

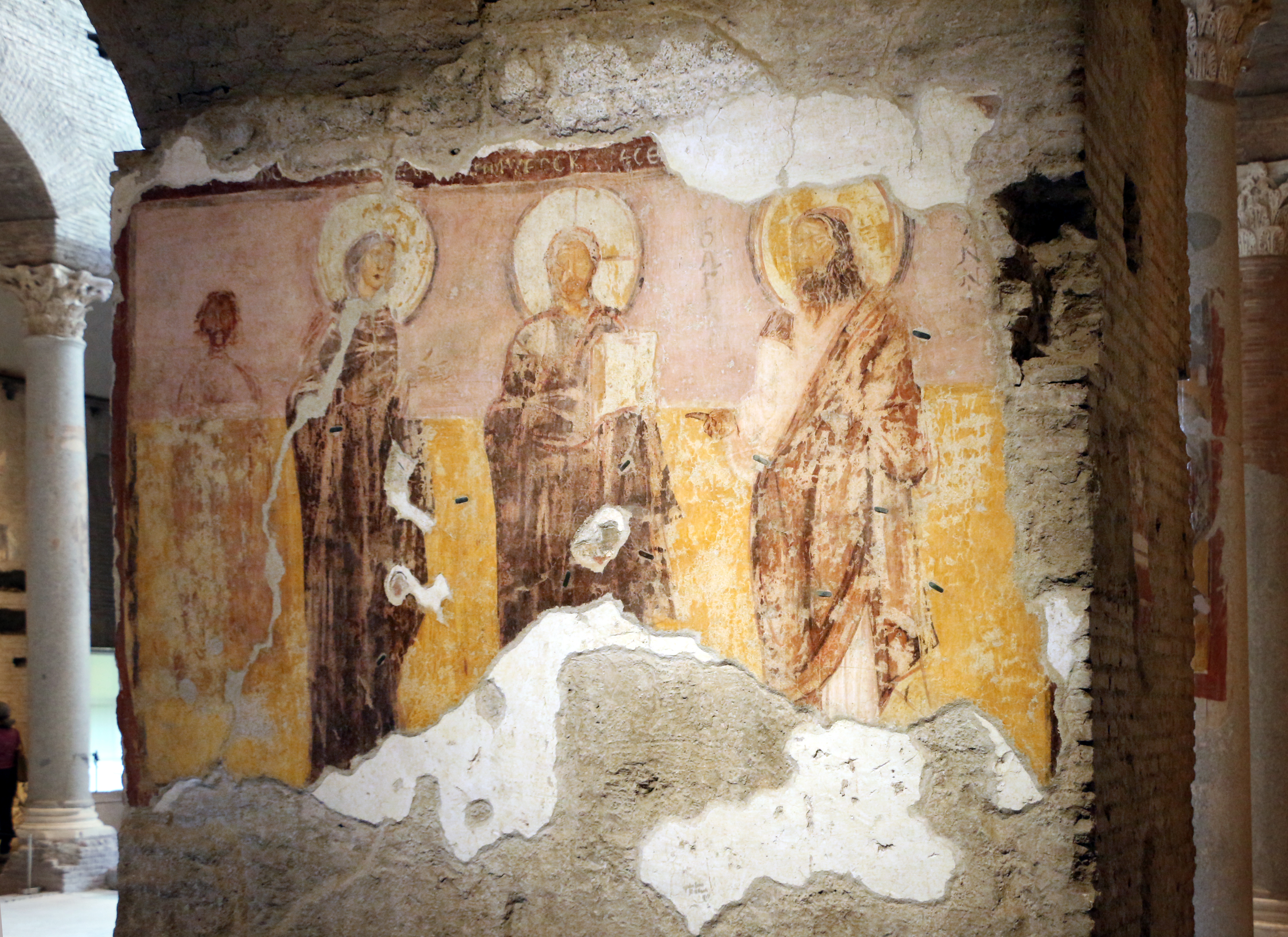
Fresk z deesis i fundatorem Santa Maria Antiqua (ok. 650)

2. Deesis z fundatorem – w miejsce Jana Chrzciciela lokowano wizerunek władcy, hierarchy kościelnego, donatora czy fundatora – osoby która miała być podmiotem orędowania przed Chrystusem. Takie obrazowania pojawiły się już stosunkowo wcześnie. Datowana na VI w. mozaika w bazylice św. Dymitra w Salonikach obrazuje Bogurodzicę w otoczeniu aniołów wstawiającą się za fundatorem i jego rodziną, zaś fresk (z połowy VII w.) w kościele Santa Maria Antiqua przedstawia obok postaci trimorfionu także fundatora[47][49]. Taka zmiana powoduje przesunięcie charakteru wstawiennictwa z ogólnego, dotyczącego całej ludzkości, na szczególne, ukierunkowane na konkretną osobę fundatora[50];
3. Wielka deesis – narodziny tego wariantu są związane z ewolucją przegrody ołtarzowej kościołów na Wschodzie (templon w Cesarstwie Bizantyńskim, ikonostas na Rusi i na Bałkanach). W tym typie obrazowania, deesis-trimorfion był sytuowany centralnie w określonym rzędzie danej przegrody, a po bokach postaciom triady towarzyszyły anioły i święci[51]. Wariantem tego układu kompozycyjnego była Wielka deesis zwana „apostolską”, w której grupie trimorfionu towarzyszyły postaci dwunastu apostołów, lub Wielka deesis „świąteczna”, w której główne osoby z deesis były przedstawiane w otoczeniu obrazowań głównych świąt cyklu rocznego[47][52]; Majestas Domini w apsydzie kaplicy zamku w Château-Neuf d'Allinges

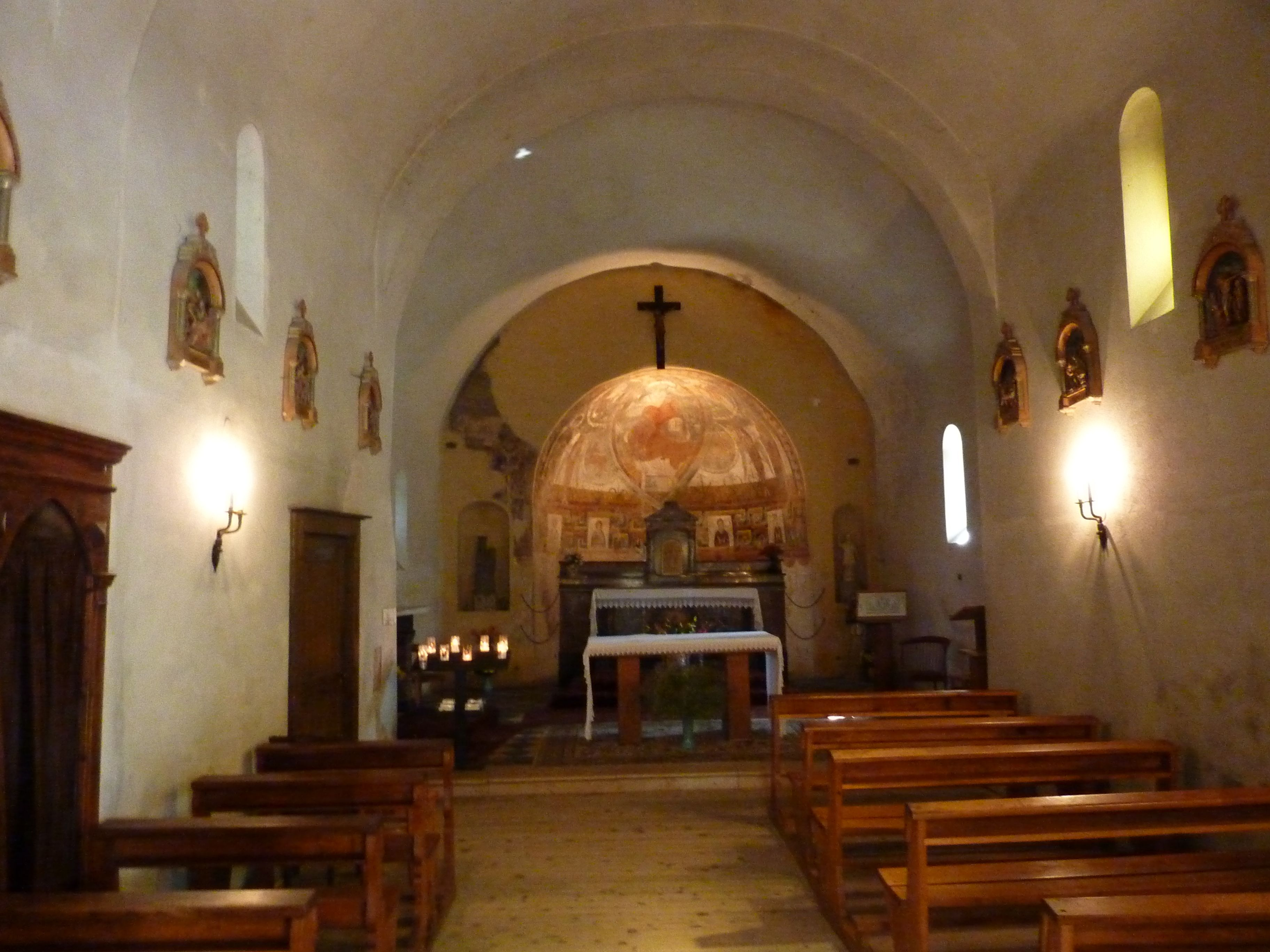
Majestas Domini w apsydzie kaplicy zamku w Château-Neuf d'Allinges

4. Majestas Domini – układ kompozycyjny powstał w wyniku połączenia deesis z przedstawieniem Chrystusa w majestacie, prawdopodobnie jako rezultat stosowanego na Wschodzie równoległego zdobienia apsydy głównej obrazowaniem Chrystusa w majestacie oraz deesis. W Na skutek kontaminacji oba tematy zlały się w jeden obraz w obrębie apsydy lub ściany ołtarzowej. Na Zachodzie chrześcijaństwa takie połączenie występowało już od XI w. W pierwszej połowie XI w. powstał na miniaturze w rękopisie opactwa w Stavelot, a w malarstwie monumentalnym zaistniało na początku XII w. w obrazowaniu apsydy kaplicy zamku w Château-Neuf d'Allinges (Górna Sabaudia, Francja). W XIV w. ten układ kompozycyjny występował w rzędach ruskich ikonostasów[47][53];
5. Deesis w Sądzie Ostatecznym – do tej grupy należy większość powstałych po XIII w. zabytków z deesis z terenu Europy środkowej i zachodniej. Popularność tego układu kompozycyjnego wynikała z funkcjonującej na Wschodzie immanentnej eschatologii obrazowania. Postaciom Bogurodzicy i Jana Chrzciciela w obrazach nadawano funkcję pośredników w modlitwach za zmarłych. Stąd Deesis w Sądzie Ostatecznym często był przedstawiany w kościołach lub kaplicach o charakterze funeralnym. W Cesarstwie Bizantyńskim scena ta została w X w. włączona w skład rozbudowanej kompozycji Sądu Ostatecznego. Z czasem powstawały zróżnicowane niuanse w obrazowaniu tego tematu. Na przykład w ikonografii niemieckiej z XV i XVI w. funkcjonowało zróżnicowanie ról obu postaci towarzyszących Chrystusowi: Bogurodzica wstawiała się za sprawiedliwymi, a Jan Chrzciciel za grzesznikami. Na Zachodzie postać Pantokratora i Sędziego została zmieniona w Zbawiciela. Na Wschodzie Bogurodzica i Jan byli przedstawiani w postawie stojącej, a na Zachodzie siedzącej lub klęczącej[47][54].